# Crocidium
Crocidium es un género de plantas herbáceas perteneciente a la familia de las asteráceas. Comprende 2 especies descritas y  aceptadas.

## Taxonomía
El género fue descrito por William Jackson Hooker y publicado en Flora Boreali-Americana 1(suppl.): 335, pl. 118. 1834.

## Algunas especies aceptadas
A continuación se brinda un listado de las especies del género Crocidium aceptadas hasta julio de 2012, ordenadas alfabéticamente. Para cada una se indica el nombre binomial seguido del autor, abreviado según las convenciones y usos.
- Crocidium multicaule Hook.
- Crocidium pugetense H.St.John